# Sphingonotus uvarovi
Sphingonotus uvarovi är en insektsart som beskrevs av Lucien Chopard 1923. Sphingonotus uvarovi ingår i släktet Sphingonotus och familjen gräshoppor. Inga underarter finns listade i Catalogue of Life.